# Rewolucja lutowa (1917)
Rewolucja lutowa – rosyjska rewolucja przeciwko carowi Mikołajowi II Romanowowi i samodzierżawiu. Wybuchła 23 lutego?/8 marca 1917 w Piotrogrodzie, ówczesnej stolicy Imperium Rosyjskiego. Spowodowała utworzenie się dwuwładzy w Rosji, zakończonej przez przewrót bolszewicki (rewolucję październikową). Rewolucja trwale obaliła monarchię w Rosji.

## Geneza

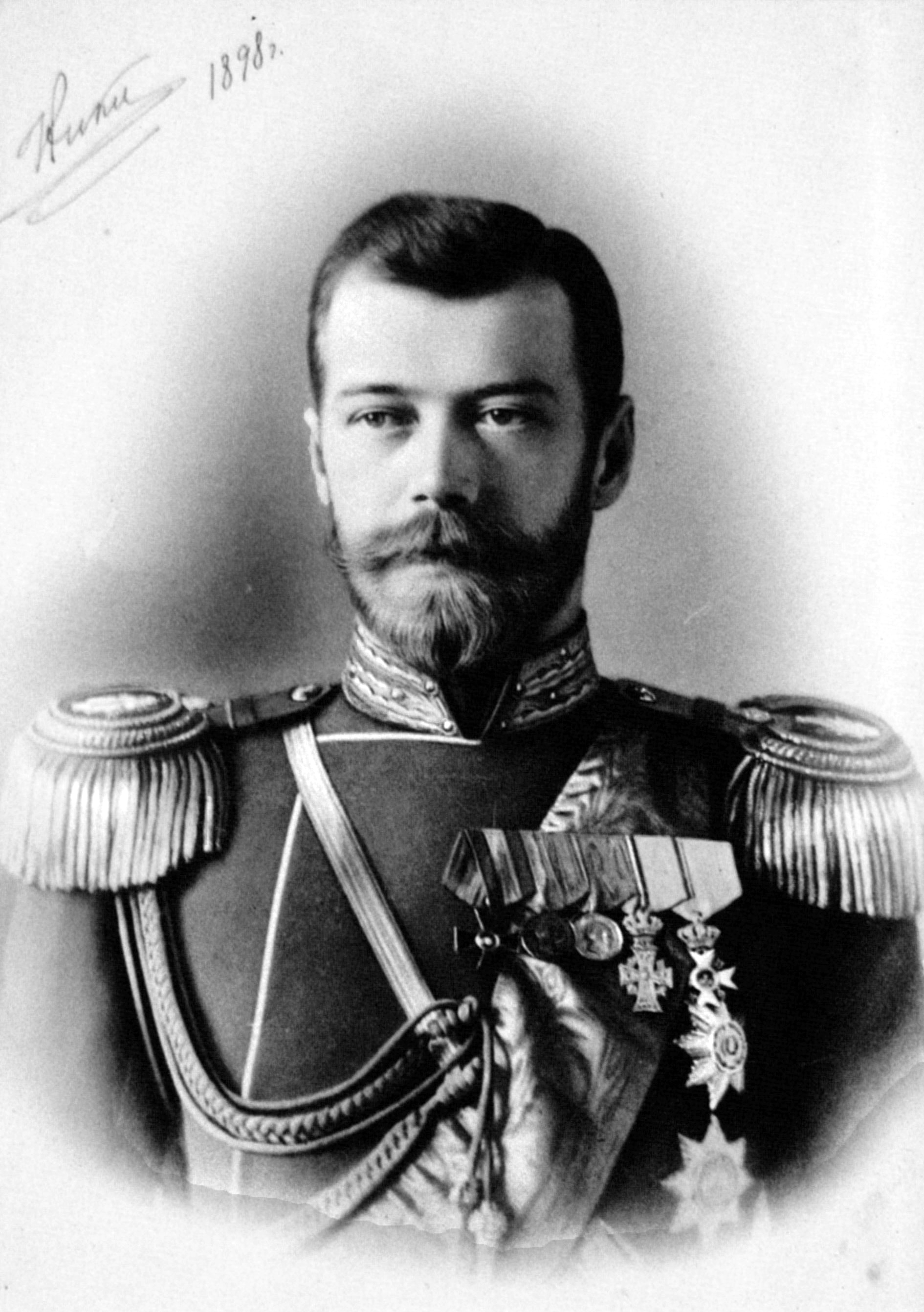
Mikołaj II Romanow

Mikołaj II Romanow objął tron 20 października?/1 listopada 1894. Carat od początku XX wieku znajdował się w stałym kryzysie wywoływanym przez konflikty z różnymi środowiskami. Najważniejszym z nich było utrzymywanie anachronicznego, scentralizowanego systemu władzy, radykalnie różniącego się od ówczesnych ustrojów krajów Europy Zachodniej. Sprzeciw wobec jakichkolwiek prób demokratyzacji Rosji powodował radykalizację nastrojów wśród inteligencji i burżuazji. Innym równie ważnym czynnikiem była polityka wewnętrzna caratu względem nierosyjskich narodów, mająca na celu rusyfikację Polski, Litwy, Łotwy, Estonii i Ukrainy.
Rewolucja 1905 przyniosła manifest październikowy, a w jego wykonaniu ogłoszoną 23 kwietnia?/6 maja 1906 pierwszą konstytucję Imperium Rosyjskiego. Strajki zostały opanowane w 1906 r., lecz następne lata nie przynosiły znaczącej poprawy nastrojów. Rola utworzonej po rewolucji Dumy Państwowej (izby niższej parlamentu, pochodzącej z wyborów) była przez cara ograniczana.
Od początku XX w. w Rosji następowało uprzemysłowienie na niespotykaną dotychczas skalę. Rozwój przemysłu napędzany był zagranicznymi kredytami i sprowadzanymi z Zachodniej Europy maszynami i częściami zamiennymi. Rosja w czasach carskich eksportowała niemal wyłącznie surowce, tj. węgiel, drewno, ropę naftową, futra i zboże, które było szczególnym towarem Rosji. W 1913 zostało wysłane za granicę 13 mln ton zbóż.

### I wojna światowa
Katalizatorem rewolucji był przede wszystkim udział imperium w I wojnie światowej. 1 sierpnia 1914 roku Niemcy wypowiedziały wojnę Rosji, a 6 sierpnia uczyniły to również Austro-Węgry. Po stronie Rosji stanęli zachodni sojusznicy kraju – Wielka Brytania i Francja. Początkowo udział w wojnie został poparty przez większość ludności imperium. Organizowano dziesiątki manifestacji patriotycznych. Pod Pałacem Zimowym w Petersburgu zebrała się największa manifestacja, którą z balkonu pałacu osobiście powitał monarcha. Pisma o niemalże każdej orientacji politycznej pisały artykuły wzywające obywateli do zachowania spokoju, jedności narodowej i walki z „wrogiem Słowian” (Germanami). Podobną retorykę przyjęły partie polityczne i stowarzyszenia. Na nadzwyczajnym posiedzeniu Dumy 26 lipca?/8 sierpnia 1914 przeważały tendencje zwolenników konfliktu, poparto kredyty wojenne i składano oświadczenia solidarnościowe z rządem. Wyjątkiem byli rosyjscy socjaliści (trudowicy i socjaldemokraci), którzy jednomyślnie odmówili w Dumie głosowania za kredytami wojennymi.
Po wybuchu wojny w Moskwie i Piotrogrodzie wybuchły antyniemieckie zamieszki, zdemolowano gmach niemieckiej ambasady, atakowano sklepy i przedsiębiorstwa należące do Niemców. Likwidowano wszelkie ślady niemieckości w życiu codziennym. Niemieckojęzyczną nazwę stolicy Petersburg zmieniono na Piotrogród, zamknięto pisma niemieckojęzyczne, a nawet wielu mieszkańców imperium zmieniło swoje nazwiska. Większa część robotników nie poparła nacjonalistycznej akcji, jednak środowisko to zgodziło się na zaprzestanie strajków.
Walki toczyły się ze zmiennym szczęściem. Początkowo armia rosyjska wkroczyła do Prus Wschodnich, jednak w wyniku kontrofensywy wojsk niemieckich poniosła klęski w bitwach pod Tannenbergiem i nad jeziorami mazurskimi. Straty wojsk rosyjskich w tej operacji wyniosły ponad 300 tysięcy ludzi, a dowódca 2 Armii rosyjskiej, Aleksandr Samsonow, popełnił samobójstwo. Z drugiej strony w wyniku bitwy galicyjskiej we wrześniu 1914 Rosjanie zajęli prawie całą Galicję, a w październiku i listopadzie powstrzymali ofensywę niemiecką w środkowej Polsce. Zamówienia wojenne i likwidacja ruchu strajkowego doprowadziły do wzrostu znaczenia burżuazji, która nie posiadała jednak żadnego wpływu na decyzje monarchy.
Po bitwie pod Gorlicami (V.1915) armie państw centralnych dokonały przełamania frontu rosyjskiego i podjęły generalną ofensywę, która doprowadziła w 1915 do wyparcia armii rosyjskiej zarówno z zajętej uprzednio Galicji ze Lwowem, jak też z całego Królestwa Polskiego z Warszawą i zachodnich guberni Imperium z Wilnem, Kownem i Kurlandią. Wojna zdezorganizowała życie gospodarcze – fabryki odczuły braki surowców – zabrakło dostaw z zagranicy. Wyczerpano także zapasy broni i amunicji, a sojusznicy Rosji, wobec przystąpienia Turcji do wojny i blokady portów morskich Rosji na Bałtyku i Morzu Czarnym mieli ograniczone możliwości dostaw dla armii rosyjskiej. Wzrastały ceny żywności, co doprowadziło do pogorszenia się nastrojów społecznych. Klęski na froncie w 1915 roku wywołały falę niepokojów. Mikołaj II, chcąc uspokoić nastroje w kraju w czerwcu 1915 roku zdymisjonował ministrów: wojny (Władimira Suchomlinowa), spraw wewnętrznych (Nikołaja Makłakowa), następnie ministra sprawiedliwości Iwana Szczegłowitowa i prokuratora Świętego Synodu Władimira Sablera. Posunięcia te nie zadowoliły opinii publicznej. W sytuacji dalszych klęsk militarnych na froncie, 29 sierpnia 1915 car zdymisjonował głównodowodzącego armią rosyjską ks. Mikołaja Mikołajewicza i przejął osobiście dowództwo nad armią, co czyniło go bezpośrednio odpowiedzialnym za jej kolejne klęski.
Mikołaj II nie cieszył się zbyt dużym autorytetem wśród poddanych. Jednocześnie podejrzewano carową Aleksandrę Fiodorownę o sprzyjanie Niemcom; jej ojciec był księciem Hesji. Aleksandra Fiodorowna coraz bardziej ulegała wpływom rzekomego mnicha Rasputina, który wykorzystywał jej wpływy, aby niszczyć swoich wrogów. Mikołaj II charakteryzował się słabym charakterem i nieumiejętnością podejmowania wiążących decyzji. Wierzył, że jest narzędziem w ręku Boga, tylko przed nim odpowiada i jest przez niego wyznaczony, by chronić prawosławie i autokrację. Rodzina monarsza mieszkała w oddalonym nieco od Petersburga pałacu w Carskim Siole, w zupełnym rozbracie z rosyjską rzeczywistością. Car i caryca uważali, że Petersburg – z jego krytykanckimi intelektualistami, dekadencką arystokracją, kłótliwymi politykami i ciągle niezadowolonymi robotnikami – nie odzwierciedlał prawdziwej Rosji, której lud miał być zjednoczony duchowo ze swoim monarchą. Po odsunięciu wielkiego księcia Mikołaja zwiększył się wpływ Rasputina na carową. Uznała ona, że skoro car opuścił stolicę – by kierować wojskiem, to ona będzie rządzić krajem. Razem z Rasputinem mieli uratować Świętą Ruś i autokrację dla ich syna.
Aleksandra Fiodorowna i Rasputin, jeśli któryś minister sprzeciwiał się ich zdaniu, zwalniali go lub namawiali do tego cara. Najbardziej kompetentni i lojalni członkowie rządu popadali w niełaskę tylko dlatego, że Rasputin ich nie lubił. W końcu rząd tworzyli niemal sami nieudacznicy i protegowani Rasputina. Dodatkowo Aleksandra Fiodorowna i Rasputin ingerowali w różne inne dziedziny życia imperium. Potęgujące się niedożywienie i niezadowolenie społeczne wzmagały pretensje Rosjan do Aleksandry Fiodorowny. Car pozostawał głuchy na sugestie usunięcia Aleksandry Fiodorowny ze sceny politycznej i potrzeby wybrania nowego rządu.
Od początku I wojny światowej rząd Niemiec utrzymywał kontakty z rosyjskimi bolszewikami mieszkającymi na emigracji, głównie w Szwajcarii. Radykalni rewolucjoniści byli osłabieni na skutek emigracji z kraju wielu działaczy lub ich zesłania, np. od 1907 Lew Trocki przebywał na emigracji, gdzie ukrywał się po ucieczce w 1907 z zesłania na Syberię.
Po klęsce pod Gorlicami w maju 1915 rząd carski, który w przeszłości zakazywał ogólnokrajowych zrzeszeń organów samorządowych, zgodził się na powołanie ogólnopaństwowej reprezentacji ziemstw i dum (rad) miejskich, dla wsparcia wysiłku wojennego państwa i pomocy uchodźcom, inwalidom i rzeszom ewakuowanej w głąb Rosji ludności cywilnej. Powstałe w początkach wojny Wszechrosyjski Związek Ziemstw i Wszechrosyjski Związek Miast – ogólnokrajowe związki samorządu terytorialnego połączyły się w 1915 w Ziemgor dla wsparcia wysiłku wojennego państwa i pomocy uchodźcom, inwalidom i rzeszom ewakuowanej w głąb Rosji ludności cywilnej. Ziemgor politycznie związany był z liberalnymi partiami oktiabrystów i kadetów, jego współprzewodniczącymi byli: działacz kadetów, burmistrz Moskwy i przewodniczący Związku Miast Michaił Czełnokow i ks. Gieorgij Lwow, liberalny działacz ziemstw. Ziemgor zbudował aparat złożony z wolontariuszy i pracowników etatowych zajmujących się działalnością humanitarną w głębi kraju i na zapleczu frontu. Jednocześnie Ziemgor organizował małych i średnich przedsiębiorców dla potrzeb realizacji zamówień dostaw wojskowych, podziału i koordynacji zamówień i dostaw. Była to pierwsza niezależna ogólnorosyjska organizacja społeczna, na której działalność zezwoliły władze carskie. W 1916 działacze Ziemgoru zaangażowali się w działania zmierzające do obalenia samodzierżawia i wprowadzenia monarchii konstytucyjnej w Rosji.
Wywiad niemiecki już w 1915 za zgodą cesarza Wilhelma II, wdrożył tajny program „rewolucjonizacji i insurekcjonizacji” – jego praktyczną realizacją zajmował się wydział III b niemieckiego Sztabu Generalnego. Celem programu było, poprzez aktywne wspieranie działalności bolszewików wymierzonej w carat, wewnętrzne osłabienie Imperium Rosyjskiego i jego armii, a po zwycięskiej rewolucji wyeliminowanie Rosji z wojny, co ułatwić miało zwycięstwo Niemiec na froncie zachodnim. Z kolei przemysł niemiecki miał uzyskać dostęp do bogactw naturalnych Rosji i jej zasobów gospodarczych.
W wyniku klęsk ponoszonych w I wojnie światowej nastąpiło osłabienie autorytetu cara Mikołaja II. Monarcha wierzył, że jest narzędziem w ręku Boga, tylko przed nim odpowiada i został przez niego wyznaczony, by chronić prawosławie i absolutną władzę cara (samodzierżawie).
Car stracił rzeczywistą kontrolę nad krajem, a caryca i Rasputin, jeśli któryś minister sprzeciwiał się ich zdaniu, namawiali cara do natychmiastowej dymisji polityka. W ten sposób najbardziej kompetentni członkowie rządu popadali w niełaskę. W rezultacie rząd tworzyli niemal sami nieudacznicy i protegowani Rasputina. Caryca i Rasputin ingerowali w różne dziedziny życia imperium rosyjskiego. Sytuacja na froncie i braki żywnościowe wzmagały niezadowolenie społeczne, które koncentrowało się na carycy.
20 stycznia?/2 lutego 1916 Iwana Goriemykina (który znajdował się faktycznie w stanie starczego zniedołężnienia) na czele rządu zastąpił Boris Stürmer, monarchista i biurokrata o opinii skorumpowanego, cieszący się zaufaniem Rasputina. Mianowanie na najwyższy urząd administracyjny człowieka o niemieckim nazwisku, przy narastających szeroko po klęskach militarnych nastrojach antyniemieckich świadczyło o braku politycznego instynktu dworu carskiego, Stürmer był oskarżany o dążenie do separatystycznego pokoju z Niemcami, kosztem interesów Rosji. Od 1916 w armii nasilał się upadek dyscypliny i wybuchały bunty, w których uczestniczyli głównie świeżo powołani żołnierze. W czasie rządów Stürmera rozpoczęły się strajki, na które rząd odpowiedział represjami. Policja poddała represjom zarówno partie robotników, jak i burżuazji. W Piotrogrodzie wybuchł duży strajk, w którym udział wzięło dziesięć fabryk, który szybko został brutalnie stłumiony. Równocześnie pogarszała się sytuacja na wsi, a zrozpaczeni chłopi organizowali coraz liczniejsze wystąpienia. 1 listopada?/14 listopada 1916 w Dumie wystąpił lider kadetów, Pawieł Milukow, który zarzucił rządowi zdradę kraju w przemówieniu, przeplatanym frazą Głupota, czy zdrada?. Przemówienie miało duży rezonans w kraju i przyczyniło się do wzmożenia nastrojów rewolucyjnych. 23 listopada Boris Stürmer został zdymisjonowany ze stanowiska premiera, jego miejsce zajął Aleksandr Triepow, już po miesiącu (27 grudnia 1916?/9 stycznia 1917) zastąpiony przez ks. Nikołaja Golicyna.
W nocy z 16 grudnia?/29 grudnia 1916 na 30 grudnia 1916, w przeddzień zamknięcia sesji Dumy, prawicowi spiskowcy z kręgów arystokratycznych (w tym członek rodziny carskiej wielki książę Dymitr Pawłowicz, ks. Feliks Jusupow i Władimir Puriszkiewicz) dokonali zabójstwa Rasputina. Po śmierci Rasputina car zerwał stosunki z większością rodziny, pozostając faktycznie wyizolowany i odcięty od informacji, popadł w depresję. Administracja kraju stopniowo przestawała działać, opozycja otwarcie ignorowała rządowy zakaz zebrań i zgromadzeń. W styczniu 1917 załamała się wojskowa cenzura – wydawcy gazet i czasopism zaprzestali przedkładać do cenzury egzemplarze próbne przed publikacją.

### Spisek przeciw Mikołajowi II
Po wybuchu I wojny światowej siły opozycji przygotowywały przewrót pałacowy (zamach stanu) przeciw Mikołajowi II. Spiskowcy zakładali, że po zmuszeniu władcy do podpisania abdykacji na tronie zasiądzie jego małoletni syn Aleksy Romanow (ur. 1904, zm. 1918), w imieniu którego rządy będzie sprawować regent – młodszy brat Mikołaja II – wielki książę Michał II Romanow (ur. 1878, zm. 1918). Organizatorzy zamachu uzgodnili, że musi on mieć miejsce nie później niż w kwietniu 1917. Na kwiecień bowiem była zaplanowana – skoordynowana z sojusznikami – ofensywa Ententy, która nieuchronnie prowadziłaby do wzrostu patriotyzmu. Stłumieniu uległoby niezadowolenie ludności, a dodatkowo organizowanie uroczystości państwowych spowodowałoby niemożność rewolucji. Plan spiskowców był prosty: w czasie następnej podróży cara pociągiem z Piotrogrodu do Mohylewa (ok. 700 km), do Stawki Naczelnego Dowódcy, wojsko miało zatrzymać pociąg i aresztować monarchę. Rząd carski, wbrew powszechnemu przekonaniu, przewidywał możliwe „emocje” ludności. W styczniu i lutym 1917 rząd opracował plan rozwiązania ewentualnych zamieszek, ale plan nie przewidywał masowego powstania w Piotrogrodzie. Garnizon piotrogrodzki liczył, według różnych szacunków, od 160 tys. do 200 tys. żołnierzy, jednak większość z nich przedstawiała niewielką sprawność wojskową.

## Przebieg

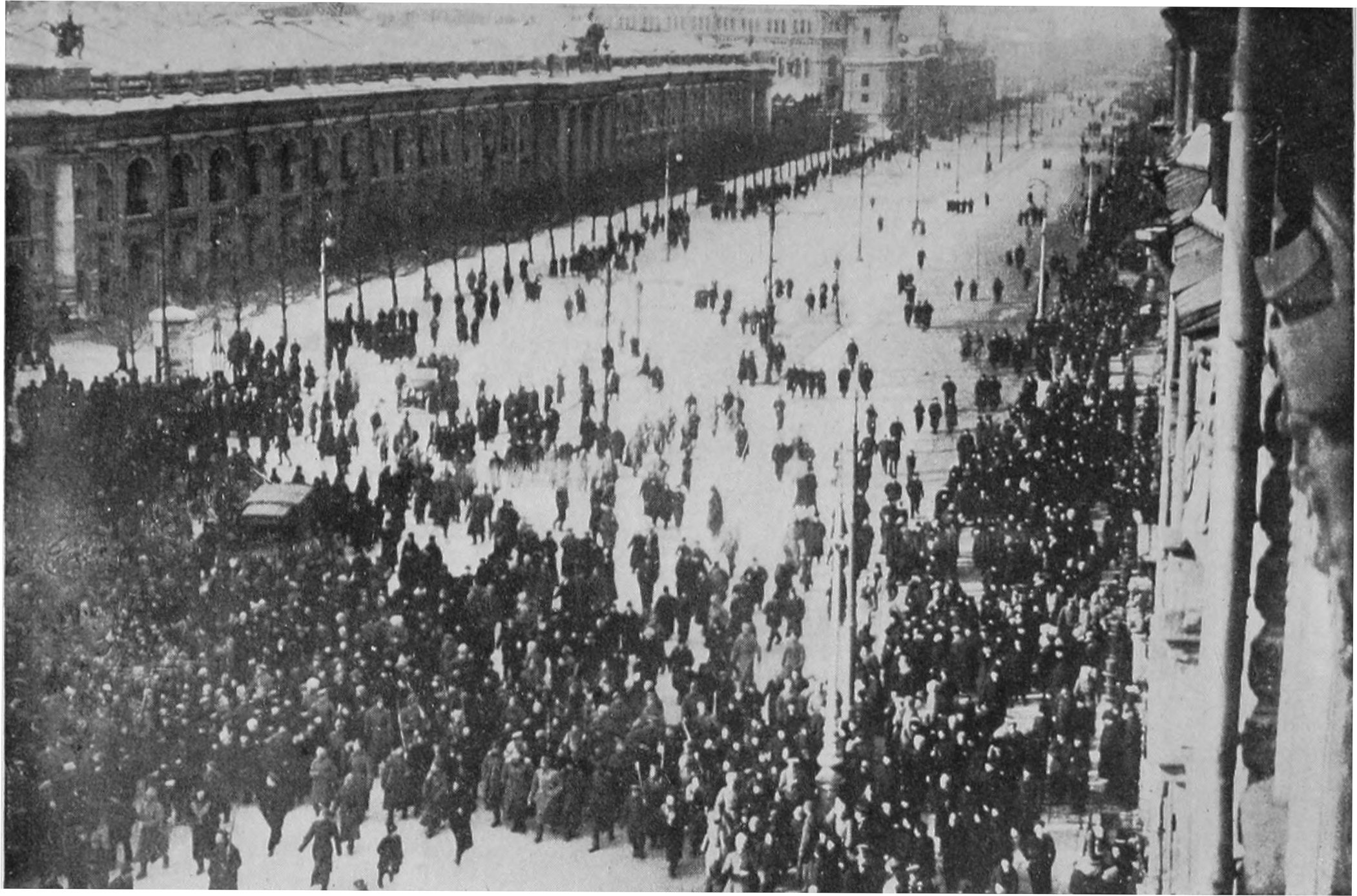
Demonstracja na Newskim Prospekcie w Piotrogrodzie

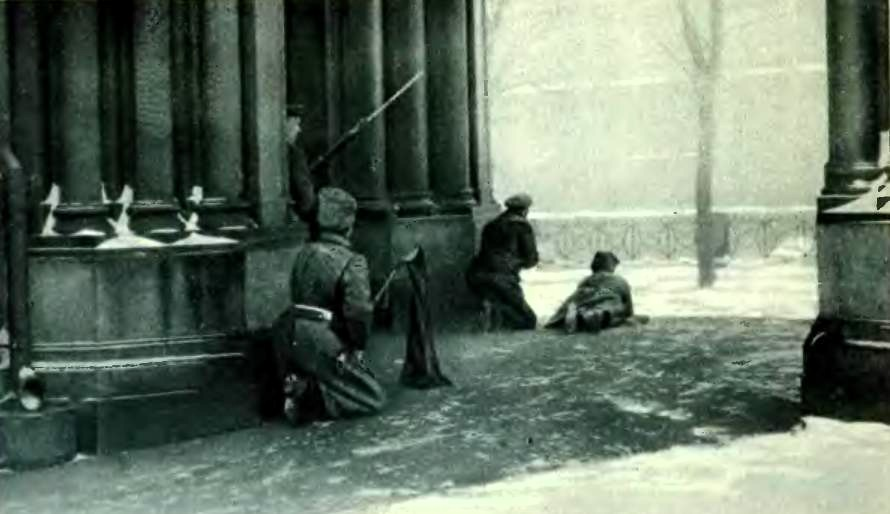
Walki na ulicach Piotrogrodu, marzec 1917

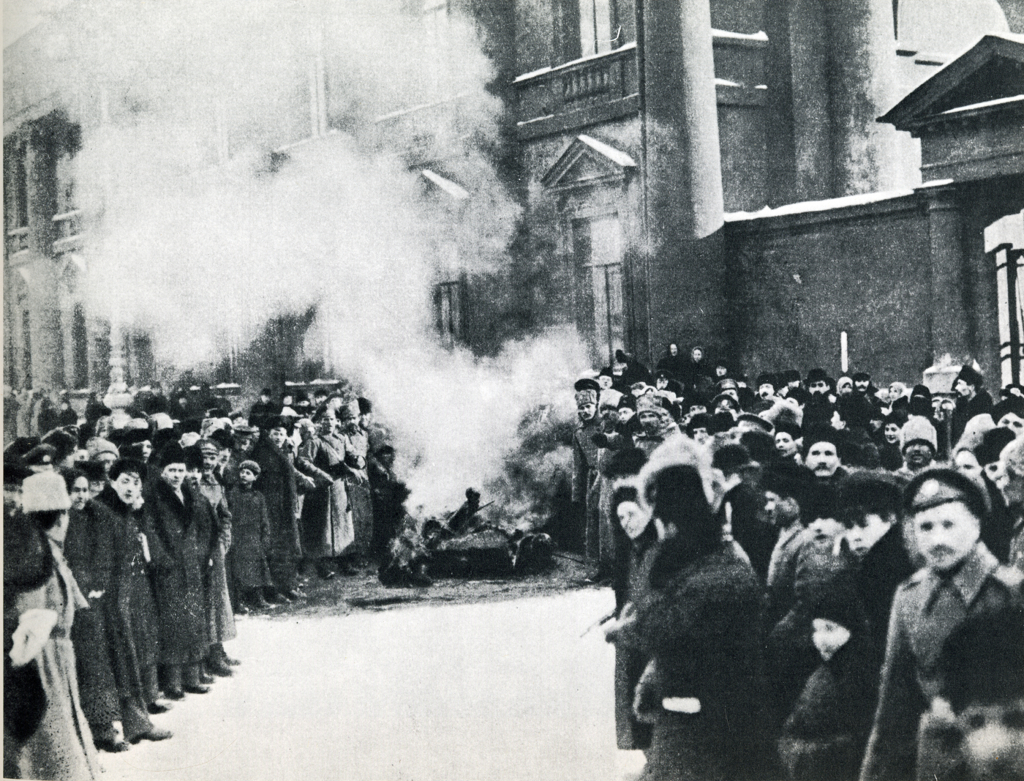
Płoną symbole caratu, marzec 1917

W styczniu i lutym 1917 miały miejsce w Rosji strajki. Podsycali je polityczni agitatorzy. 22 lutego?/7 marca car opuścił Carskie Sioło i wyjechał do Mohylewa, do Stawki Naczelnego Dowódcy.
Pod koniec lutego/na początku marca 1917 w Piotrogrodzie wystąpiły trudności z dostawami chleba z powodu mrozu i zasp śnieżnych. Sparaliżowany został transport kolejowy, co dodatkowo drastycznie pogorszyło zaopatrzenie Piotrogrodu w opał. Z powodu braku energii fabryki zawieszały produkcję i tysiące robotników, początkowo niegroźnych, pojawiały się na ulicach. Dodatkowo pogłoski o zbliżającym się wprowadzeniu kartek na chleb doprowadziły do wykupowania ze sklepów chleba, którego nigdy wcześniej w stolicy imperium nie brakowało. Przed sklepami ustawiały się kolejki. Agitatorzy polityczni przekazywali masom pracowniczym slogany polityczne. Rozpoczęły się rozprawy o zbliżającym się głodzie i możliwym braku chleba w stolicy. Te prowokacyjne pogłoski miały spowodować poważne zaburzenia i zamieszki, co faktycznie się udało. Wystąpienia zmieniły charakter z kryzysu żywnościowego na polityczne.
Za początek rewolucji lutowej uznaje się dzień 23 lutego?/8 marca, gdy doszło do strajku Zakładów Putiłowskich – największej pod względem produkcji firmy metalurgiczno-maszynowej w Rosji. Protestujący wystąpili z żądaniem podwyżki wynagrodzeń o 50%. W stolicy doszło do manifestacji z okazji Międzynarodowego Dnia Kobiet, która szybko zmieniła się w antycarski wiec. W Piotrogrodzie wybuchły rozruchy, które miały trwać nieprzerwanie do upadku monarchii. W demonstracjach uczestniczyli mienszewicy, eserowcy i bolszewicy. Od 78 do 128 tys. robotników ogłosiło strajk przeciwko brakom żywności. Następnego dnia w manifestacjach wzięło udział 160-200 tysięcy robotników, część strajkowała. 25 lutego?/10 marca 1917 na ulicach manifestowało już około 300 tysięcy osób, z czego najbardziej zorganizowaną grupę stanowili metalowcy. Oprócz fabryk zastrajkowali tramwajarze czy drobni przedsiębiorcy. Po południu do akcji przeciwko strajkującym stanęli żołnierze i funkcjonariusze policji, później tłum atakował funkcjonariuszy, a policja przestała interweniować. W nocy z 25 na 26 lutego?/11 marca 1917 władze utraciły kontrolę nad dzielnicami robotniczymi Piotrogrodu, szczególnie dzielnicą Wyborską, gdzie tłum rozbijał i podpalał komisariaty policji. W niedzielę 26 lutego?/11 marca 1917 rano Piotrogród został obsadzony przez oddziały wojska w rynsztunku bojowym, po południu w kilku dzielnicach wojsko otworzyło ogień do tłumu, najkrwawsze starcie miało miejsce na Placu Znamieńskim, gdzie od ognia żołnierzy Wołyńskiego Pułku Gwardii zginęło 40 osób, a drugie tyle zostało rannych.
Decydującym dniem protestów był 27 lutego?/12 marca 1917, gdy do protestujących przyłączyli się wojskowi, niechcący strzelać do manifestantów protestujących w sposób pokojowy, zaś władze carskie utraciły kontrolę nad stolicą państwa. W nocy z 26/27 lutego żołnierze Pułku Pawłowskiego wiecowali w koszarach na znak protestu przeciw masakrze na Placu Znamieńskim, wreszcie przegłosowali odmowę posłuszeństwa rozkazom strzelania do ludności cywilnej i wysłali gońców do skoszarowanych opodal pułków gwardyjskich: Prieobrażenskiego i Litewskiego, które również przyjęły to stanowisko. Rano 27 lutego?/12 marca 1917 trzy pułki wyszły uzbrojone na miasto. Żołnierze zaatakowali i zdemolowali koszary żandarmerii i usuwając posterunki prorządowe przeszli do dzielnicy Wyborskiej, łącząc się ze zrewoltowanymi robotnikami. Zarekwirowanymi samochodami jeździli po ulicach, wymachując bronią i wznosząc okrzyki. Żołnierze wypuścili więźniów z Twierdzy Pietropawłowskiej. Na Pałacu Zimowym wywieszono czerwoną flagę, zdemolowano Ministerstwo Spraw Wewnętrznych, policjantów w mundurach bito i zabijano. Wieczorem tłum wziął szturmem centralę Ochrany, wyrzucając i podpalając akta, w czym odnotowano szczególną gorliwość konfidentów. Rozbito arsenał, wyciągając tysiące karabinów. Przed nadejściem nocy z liczącego 160 000 żołnierzy garnizonu połowa była w pełni zbuntowana, reszta zajęła postawę neutralną. Dowódca piotrogrodzkiego okręgu wojskowego gen. Siergiej Chabałow mógł liczyć w mieście jedynie na 1000-2000 oddanych żołnierzy, a w rękach władz carskich znajdowało się tylko kilka gmachów publicznych w różnych miejscach Piotrogrodu.
27 lutego?/12 marca 1917 po południu, na posiedzeniu Konwentu Seniorów Dumy został powołany Komitet Tymczasowy Dumy – organ wykonawczy Dumy, na czele z przewodniczącym Dumy Michaiłem Rodzianką. Komitet, złożony z przedstawicieli wszystkich partii politycznych (od socjaldemokratów do umiarkowanych nacjonalistów), 28 lutego?/13 marca 1917 przejął de facto wykonywanie obowiązków rządu Rosji i wyznaczył swych komisarzy do istniejących ministerstw. 28 lutego?/13 marca 1917 z inicjatywy mienszewików powstała Piotrogrodzka Rada Delegatów Robotniczych i Żołnierskich, do której tegoż dnia fabryki i jednostki wojskowe wybierały delegatów, w przytłaczającej większości umiarkowanych socjalistów (bolszewicy, międzydzielnicowcy i eserowcy maksymaliści uzyskali łącznie niespełna 10% głosów).

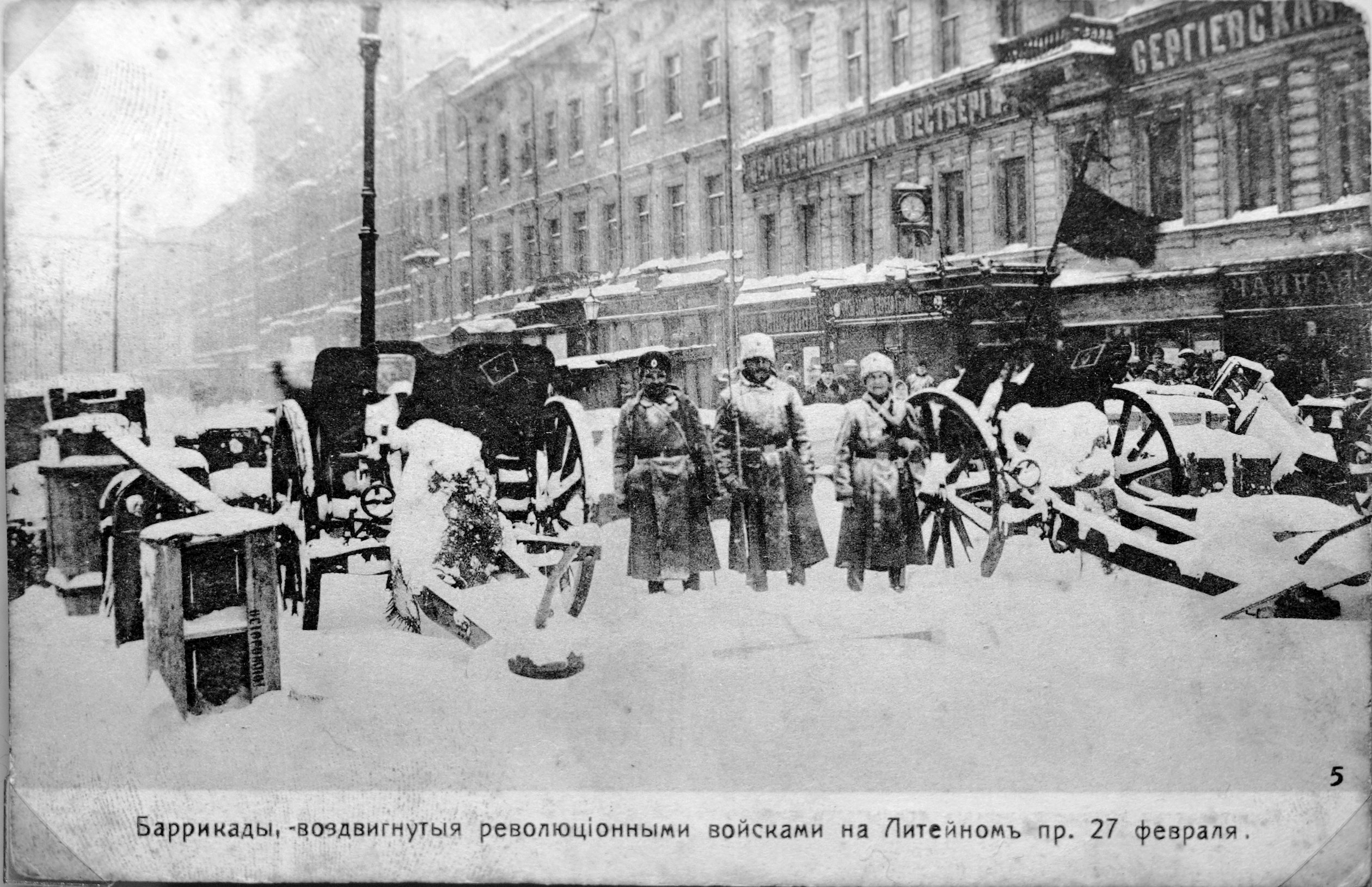
Barykada w Piotrogrodzie, 12 marca 1917

Mikołaj II wciąż nie zdawał sobie sprawy z powagi sytuacji.

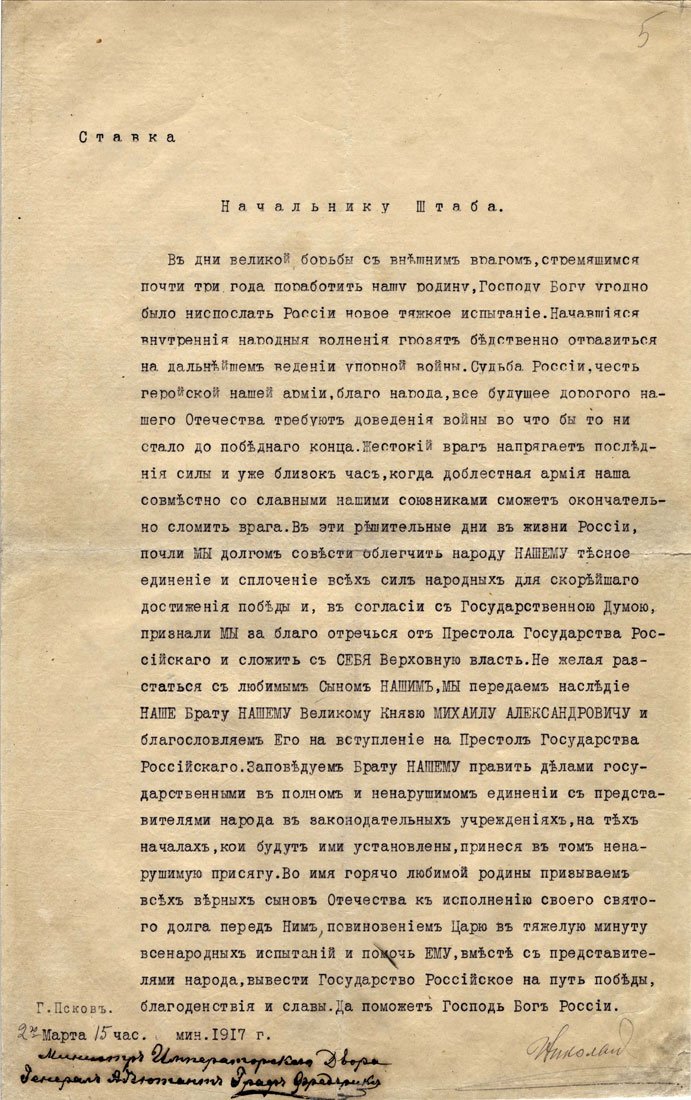
Dokument abdykacji Mikołaja II, w prawym dolnym rogu podpis cara

Rozpoczęło się formowanie „karnej ekspedycji”, z wojsk spoza stolicy, wiernych carowi. Ich możliwą wielkość szacuje się na ok. 50 tys. żołnierzy. Generał Nikołaj Iwanow został wyznaczony na naczelnego dowódcę Piotrogrodzkiego Okręgu Wojskowego, z pełnomocnictwami cara Mikołaja II do kierowania wszystkimi ministrami i zadaniem zaprowadzenia porządku i zdławienia rewolucji.
Od rana 28 lutego?/13 marca car usiłował powrócić pociągiem do Carskiego Sioła, jednak przejazd pociągu utrudniali i uniemożliwiali rewolucjoniści oraz ich zwolennicy. Zdecydował więc, że pojedzie do Pskowa, gdzie mieściło się dowództwo frontu północnego.
1 marca?/14 marca o godz. 19.05 pociąg przyjechał do Pskowa, który okazał się ostatnią stacją podróży. Cały czas zmniejszała się liczba wojsk wiernych carowi. Żołnierze kolejno buntowali się i przechodzili na stronę rewolucji.
Wieczorem 1 marca?/14 marca gen. Iwanow przybył do Carskiego Sioła. W nocy z 14 na 15 marca otrzymał polecenie od cara niepodejmowania żadnych działań wojskowych, do czasu jego przyjazdu. W tym czasie zatrzymano także wszystkie jednostki, które były rzucone na Piotrogród.
2 marca?/15 marca Mikołaj II uznał, że utrzymanie władzy jest niemożliwe i abdykował na rzecz młodszego brata, wielkiego księcia Michała Aleksandrowicza, na żądanie umiarkowanych polityków i monarchistów. Wskutek ciężkiej sytuacji w kraju, wielki książę nie przyjął korony i zrzekł się jej następnego dnia, przekazując całą władzę Tymczasowemu Komitetowi Dumy. Gen. Nikołaj Iwanow został aresztowany.
Na prowincji zmiana ustroju przeszła bez żadnych oporów lub prób buntu. W ciągu kilku dni runęła trzystuletnia monarchia, bo nikt nie chciał jej już bronić. Rewolucja była stosunkowo bezkrwawa – liczbę pobitych i rannych szacowano na 1300-1400 osób, w tym 149 ofiar śmiertelnych. Większość wypadków śmierci odnotowano w bazach marynarki wojennej w Kronsztadzie i Helsingforsie, gdzie marynarze – anarchiści linczowali oficerów, często na podstawie podejrzenia o „szpiegostwo” z powodu ich niemiecko brzmiących nazwisk.

## Ośrodki władzy

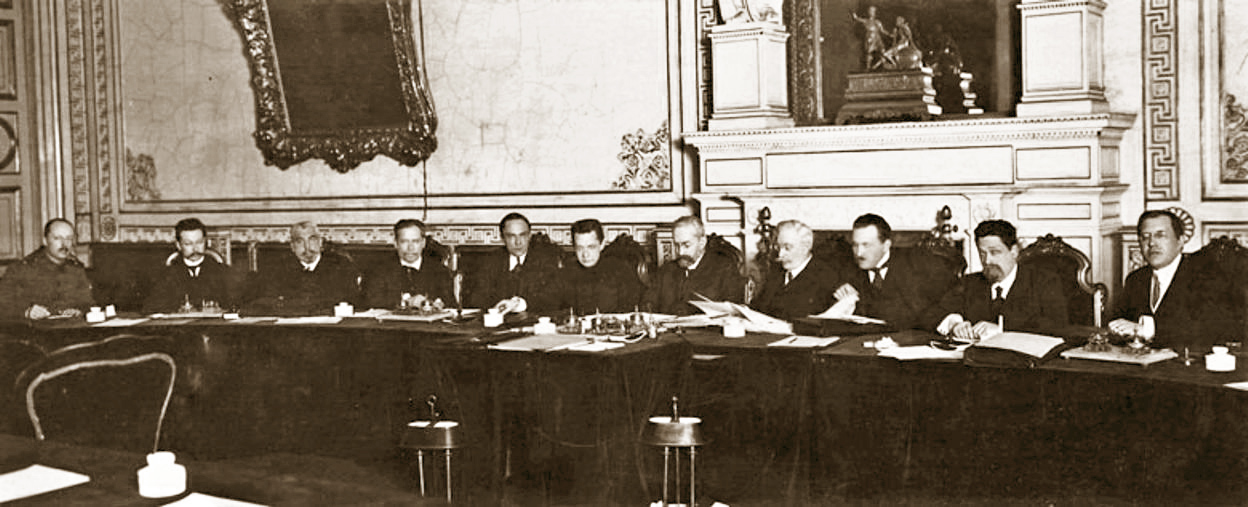
Rząd Tymczasowy premiera Gieorgija Lwowa, marzec 1917, Pałac Maryjski

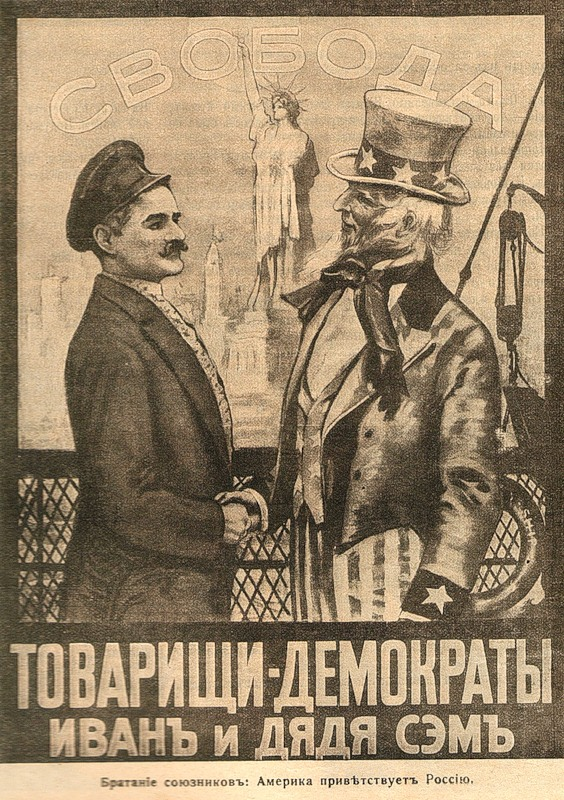
Rosyjski plakat propagandowy z 1917: Wuj Sam wita sojusznika, symbolicznego rosyjskiego demokratę

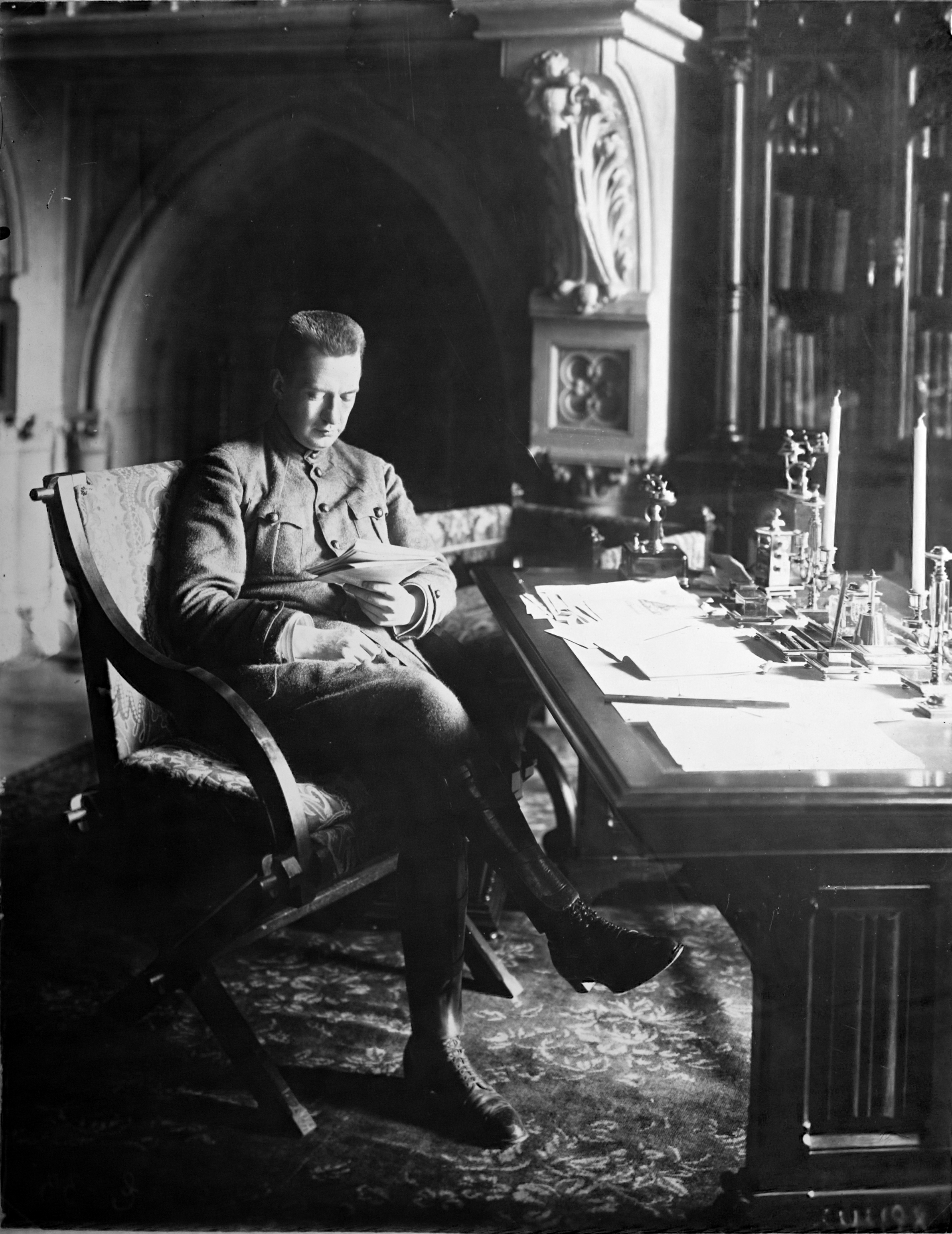
Aleksander Kiereński jako premier Rządu Tymczasowego w swoim gabinecie w Pałacu Zimowym, 1917

Na czele rewolucji próbowały stanąć dwa ośrodki władzy, powstałe 27 lutego?/12 marca: powołany przez Dumę – popierany przez centrystów i umiarkowanych – Komitet Tymczasowy Dumy i Piotrogrodzka Rada (Sowiet), zdominowany przez eserów i socjaldemokratów. 15 marca Komitet Tymczasowy Dumy w porozumieniu z Komitetem Wykonawczym Piotrogrodzkiej Rady Delegatów Robotniczych i Żołnierskich powołał Rząd Tymczasowy na czele z kadetem, księciem Gieorgijem Lwowem przy poparciu eserów (Aleksander Kiereński) i umiarkowanych monarchistów (oktiabrystów) (Aleksandr Guczkow). Jednocześnie zaczęły powstawać rady i komitety robotnicze w miastach oraz żołnierskie na froncie.
W kraju powstał system dwuwładzy – z jednej strony oficjalną władzę sprawował Rząd Tymczasowy, który faktycznie był kontrolowany przez Piotrogrodzką Radę Delegatów Robotniczych i Żołnierskich i jej Komitet Wykonawczy. Rada na własną rękę administrowała i stanowiła prawa, częstokroć nie informując o tym nawet rządu.

## Od marca do października i później
6 marca?/19 marca Rząd Tymczasowy ogłosił swój program: amnestię, demokratyczne wybory do Zgromadzenia Ustawodawczego (które miało określić przyszły ustrój Rosji), wolność prasy i swobodne działanie stowarzyszeń i partii politycznych. Zapowiedziano kontynuowanie wojny „do zwycięskiego końca”.
Rząd Tymczasowy zgodził się na opuszczenie przez monarszą rodzinę kraju, jednak wojownicza Rada Delegatów Robotniczych i Żołnierskich żądała uwięzienia cara. 8 marca?/21 marca carska rodzina została aresztowana i osadzona w areszcie domowym w pałacu w Carskim Siole. Przyczynami uwięzienia były ogromna nienawiść społeczeństwa rosyjskiego wobec nich oraz ich ogromny majątek. Roczne dochody z rosyjskich posiadłości ziemskich władcy szacowano ówcześnie na ok. 42 mln dolarów (równowartość ok. 1 mld dolarów obecnie). Jego udziały w amerykańskich kolejach oszacowano na równowartość ok. 9 mld dolarów obecnie. Majątek stanowiły również ogromne zbiory sztuki. Nowy rząd demokratyczny nie zgadzał się na wyjazd z Rosji; car zamierzał wyemigrować z rodziną do Anglii. Rząd Tymczasowy przeprowadził szczegółową inwentaryzację całego majątku cara, w tym również za granicą. Jego krewny, brytyjski król Jerzy V niechętnie (nie chciał brać na siebie utrzymania jego rodziny i ich dworu), ale zgodził się na jego przyjęcie. Już po kilku dniach jednak zmienił zdanie. Zdał sobie sprawę, że on będzie odpowiedzialny za sprowadzenie niewygodnego gościa. W Wielkiej Brytanii mało kto uważał go za niewinną ofiarę rewolucji. W brytyjskich kręgach lewicowych Mikołaj II był uważany za okrutnego tyrana o rękach splamionych krwią, który zasłużył sobie na los, jaki go spotkał. Po podaniu do publicznej wiadomości informacji o udzieleniu mu azylu, brytyjski król został zasypany listami protestacyjnymi. Brytyjska opinia publiczna odbierała carową jako Niemkę. Dodatkowo Jerzy V musiał zmagać się w swoim kraju, będącym monarchią konstytucyjną, z narastającymi tendencjami republikańskimi i nie wypadało mu wyciągać pomocnej ręki do autokratycznego władcy. Na początku niewoli Mikołaj II był traktowany dość dobrze, ponieważ Rząd Tymczasowy uważał, że zemsta byłaby niegodna nowej władzy. W sierpniu 1917 okazało się, że nie uda się wywieźć rodziny monarszej za granicę i Aleksander Kiereński uznał, że trzeba całą rodzinę wywieźć ze stolicy, by nie drażnić obecnością radykałów. Na miejsce ich pobytu wybrał miasto Tobolsk w zachodniej Syberii, ponieważ można by ich stamtąd łatwo przewieźć koleją transsyberyjską do Japonii.
Niemcy z ogromną uwagą obserwowali wydarzenia w Rosji. Początkowo mieli nadzieję na podpisanie z Rządem Tymczasowym rozejmu, jednak rząd ten chciał dalszego udziału w wojnie. Niemcy postanowili wspomóc przeciwników Rządu Tymczasowego i umożliwić Włodzimierzowi Leninowi powrót do Rosji, aby na miejscu włączył się w działania rewolucyjne i rozchwiał przeciwnika, tj. Rosję.
Pogarszająca się sytuacja gospodarcza oraz dalsze klęski na froncie nie sprzyjały jednak stabilizacji. 7 kwietnia (25 marca) rząd był zmuszony do wprowadzenia monopolu na handel zbożem i kartek na chleb.
Powrót Lenina ze współpracownikami 3 kwietnia?/16 kwietnia z emigracji w Szwajcarii do Piotrogrodu (zorganizowany i zrealizowany przez Niemców) nasilił pacyfistyczną agitację bolszewików. 17 kwietnia (4 kwietnia) Lenin ogłosił w Petersburgu swoje tezy kwietniowe (referat o konieczności rewolucji socjalistycznej, wygłoszony na zebraniu działaczy bolszewickich). 30 kwietnia?/13 maja bolszewicy stworzyli paramilitarne oddziały czerwonej Gwardii. W tym samym czasie na wsi doszło do żywiołowych wystąpień chłopów, zajmujących majątki obszarnicze. 5 maja?/18 maja do Rządu Tymczasowego weszli mienszewicy (Irakli Cereteli, Matwiej Skobielew). W czerwcu na tle sprzeciwu wobec kontynuacji udziału Rosji w wojnie powstała w partii eserowskiej frakcja lewicowych eserowców opowiadająca się, podobnie jak bolszewicy, za opozycją wobec Rządu Tymczasowego, w przeciwieństwie do prorządowego stanowiska większości partii S-R.

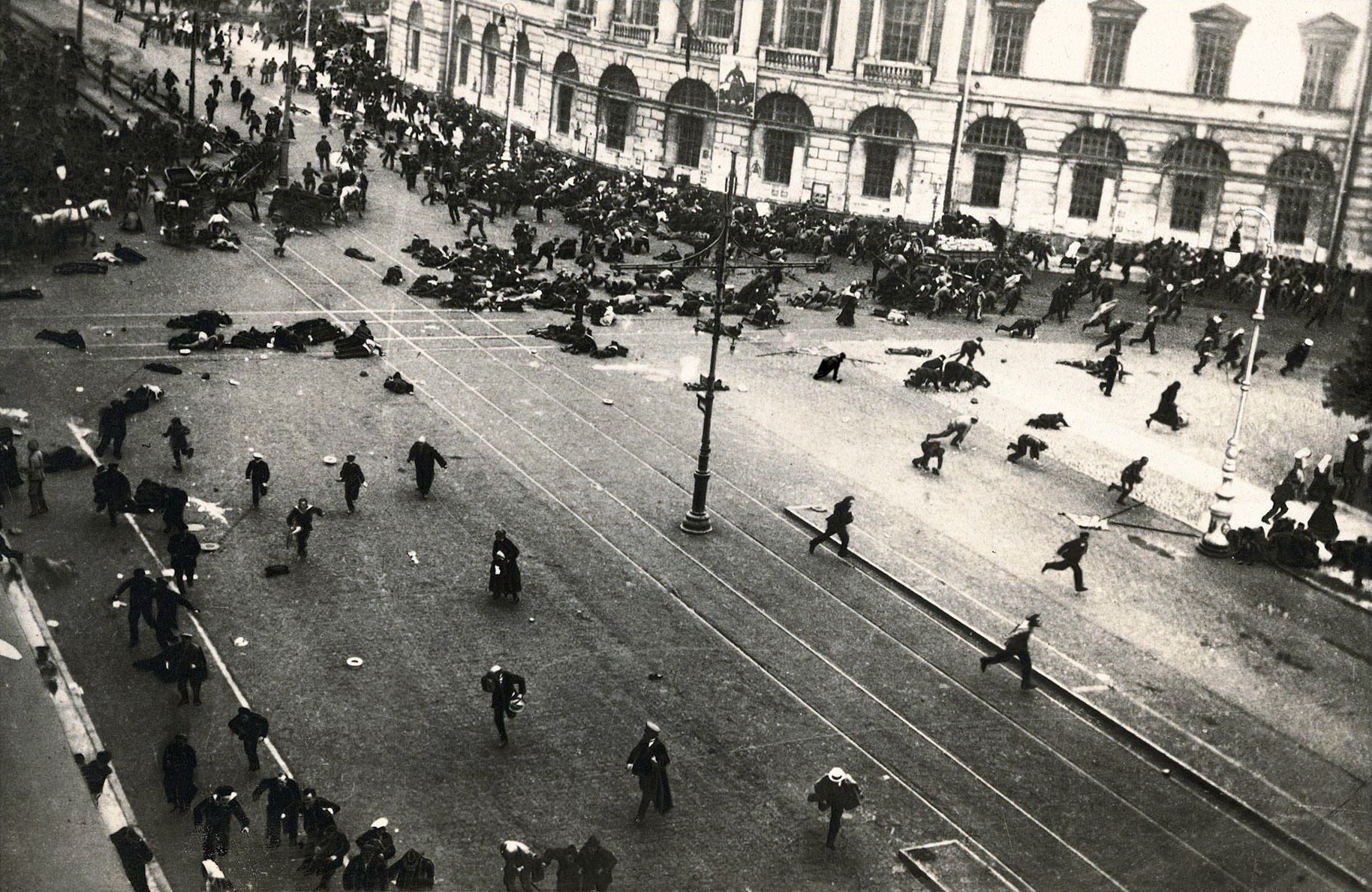
Zdjęcie wykonane po otwarciu ognia przez wojsko do manifestacji na Newskim Prospekcie w Piotrogrodzie, 4 lipca 1917 (Dni Lipcowe)

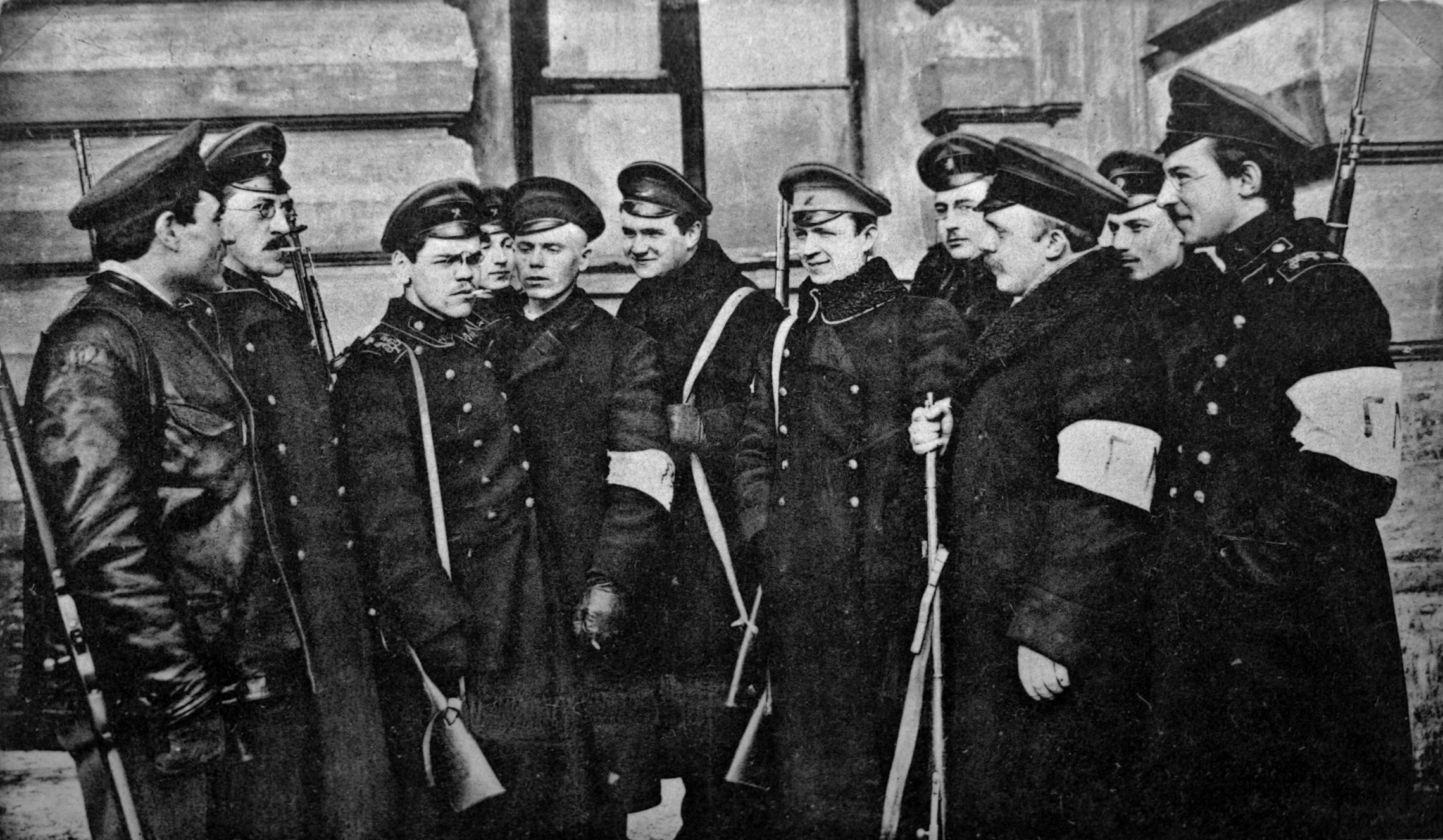
Studenci – milicjanci, 1917

Od 3 lipca?/16 lipca do 7 lipca?/20 lipca w Piotrogrodzie miały miejsce burzliwe demonstracje robotników, żołnierzy i marynarzy przeciw Rządowi Tymczasowemu; ich kierownictwo przejęli bolszewicy, którzy jednak ostatecznie, prawdopodobnie przez niezdecydowanie Lenina, nie podjęli bezpośredniej próby przejęcia władzy.
Rząd zdelegalizował partię bolszewików jako agentów niemieckich, a Lenin ukrył się najpierw pod Piotrogrodem, a następnie w autonomicznym Wielkim Księstwie Finlandii (wciąż połączonej unią personalną z Imperium Rosyjskim). 8 lipca?/21 lipca, po dymisji Gieorgija Lwowa, nowy gabinet uformował eser Aleksander Kiereński. Szybko narastał kryzys gospodarczy, inflacja i przestępczość, a dezercje na froncie spowodowały 12 lipca?/25 lipca przywrócenie kary śmierci w strefie przyfrontowej.
13 lipca?/26 lipca nielegalny zjazd bolszewików postanowił rozpocząć przygotowania do przejęcia władzy drogą powstania zbrojnego i ustanowienia własnej dyktatury.

### Rozłam w Rządzie Tymczasowym
Do rozłamu w rządzie doszło na skutek sporu wobec propozycji przyznania niepodległości poszczególnym narodom Imperium. Przeciwko niepodległości wypowiadała się prawica, za niepodległością natomiast lewica. W celu poparcia dla lewicy rządu bolszewicy zorganizowali jednodniowy strajk generalny. Po stronie prawicy opowiedział się Ławr Korniłow, który w lecie 1917 zażądał od Kiereńskiego przywrócenia kary śmierci oraz zlikwidowania komitetów żołnierskich. W sierpniu Korniłow przesunął wojska do Wielkich Łuków, aby jak sam twierdził w przypadku wybuchu zamieszek w stolicy mógł zbudować w kraju „nową, silną władzę”.
Ofensywa wojsk niemieckich na początku września doprowadziła do zajęcia Rygi. 25 sierpnia?/7 września głównodowodzący wojsk rosyjskich, generał Ławr Korniłow, który popierał prawicę, pod pretekstem możliwości bolszewickiej rewolty zażądał dymisji ministrów i wysłał do Piotrogrodu oddziały zbrojne.
Konflikt między Korniłowem a Kiereńskim nasiliła ingerencja Władimira Lwowa z dawnego Świątobliwego Synodu Rządzącego. Fałszywie podając się za wysłannika premiera, oznajmił on Korniłowowi, iż zgadza się na objęcie władzy w Rosji przez wojskowego, ale zaraz po tym Lwow powiadomił premiera, że Korniłow szykuje pucz militarny.
Premier Kiereński uznał to za próbę przejęcia władzy i wezwał robotników oraz marynarzy do obrony rządu; 30 sierpnia?/12 września sam przejął obowiązki głównodowodzącego.
Oddziały Korniłowa nie dotarły do stolicy na skutek strajku i braków w zaopatrzeniu. Dowodzący korpusem Aleksandr Krymow popełnił samobójstwo. Po klęsce Korniłow został aresztowany.
1 września?/14 września rząd proklamował ustrój republikański.

### Rewolucja październikowa – przewrót bolszewicki
9 września?/22 września w wyniku nowych wyborów do Piotrogrodzkiej Rady większość uzyskali bolszewicy na czele z Lwem Trockim. 7 października?/20 października do Piotrogrodu powrócił Lenin. 10 października?/23 października Komitet Centralny bolszewików przyjął rezolucję o powstaniu zbrojnym i stworzył pierwsze Biuro Polityczne. 12 października?/25 października Piotrogrodzka Rada utworzyła Komitet Wojskowo-Rewolucyjny, oficjalnie dla obrony stolicy przed Niemcami – w rzeczywistości jako sztab przygotowujący przewrót – rewolucję październikową, która wybuchła w nocy, z 24 października?/6 listopada na 25 października?/7 listopada. 25 października?/7 listopada Kiereński opuścił Piotrogród.
21 listopada rząd Rosji Sowieckiej wystosował do ambasadorów i posłów państw biorących udział w wojnie notę, wzywającą do wszczęcia rokowań pokojowych, ale jedynie Niemcy na notę odpowiedziały pozytywnie. 3 grudnia rozpoczęły się pertraktacje, zakończone podpisaniem 5 grudnia umowy Rosji Sowieckiej z Niemcami. 15 grudnia zawarto rozejm, a od 22 grudnia rozpoczęto rokowania pokojowe. 3 marca 1918 został podpisany w Brześciu traktat brzeski, który stanowił wycofanie się Rosji z I wojny światowej.
25 kwietnia 1918 car, carowa i jedna córka wyruszyli do Moskwy, jednak nigdy tam nie dojechali. Niedaleko Omska pociąg został zatrzymany i skierowany do Jekaterynburga, gdzie zostali przekazani uralskiej Radzie złożonej z bolszewików. Nie wiadomo, czy zatrzymanie w Jekaterynburgu było zaplanowane przez bolszewicki rząd, czy było samowolnym działaniem miejscowych bolszewików. W ciągu miesiąca do trójki dojechała reszta rodziny i wszyscy zamieszkali w dwupiętrowym domu w centrum miasta. Mogli wychodzić tylko na szczelnie ogrodzone podwórko. Mieli nadzieję, że uwolnią ich siły białych. Gwałtowna ofensywa białych przekonała bolszewików, by pozbyć się ich jak najszybciej. Gdyby car i jego rodzina zostali uwolnieni, mogliby stanąć na czele ruchu kontrrewolucyjnego. 17 lipca 1918 car wraz z rodziną zostali zamordowani przez bolszewików.